# تقرير النظام الغذائي خلال 24 ساعة
تقرير النظام الغذائي خلال 24 ساعة هو وسيلة لتقييم النظام الغذائي وهي عبارة عن مقابلة منظمة يطلب فيها من المشاركين تذكر جميع الأطعمة والمشروبات التي تناولوها في الـ 24 ساعة الماضية. قد تكون ذاتية الإدارة .
يعتمد استرجاع النظام الغذائي على مدار 24 ساعة على محاور مدرَّب، وذاكرة دقيقة عن الأشياء التي تم تناولها، والقدرة على تقدير حجم الجزء، وموثوقية الشخص الذي تمت مقابلته على عدم الإبلاغ الخاطئ.
يمكن إدارة هذه الطريقة عن طريق الهاتف، وهي مناسبة للدراسات الاستقصائية الكبيرة، وأقل عبئاً على المشاركين. في المقابلة، يُطلب من المشاركين وصف الأطعمة والمشروبات التي تناولوها خلال الـ 24 ساعة السابقة ؛ قد يُطلب من المشارك تقديم تفاصيل أكثر مما تم تقديمه في البداية. الغرض من طبيعة المقابلة المفتوحة هو الحصول على وصف أكثر تفصيلاً للأطعمة والمشروبات التي تم استهلاكها خلال الـ 24 ساعة السابقة. قد تشمل التفاصيل الوقت من اليوم ومصدر الطعام وحجم جزء الطعام. عادةً ما يكتمل تذكر النظام الغذائي على مدار 24 ساعة في 20-60 دقيقة. يكون النظام الغذائي على مدار 24 ساعة أكثر دقة عندما يتم عمله أكثر من مرة لكل فرد.
إن تذكر النظام الغذائي على مدار 24 ساعة هو أكثر تفاعلية من التقنيات الأخرى، وبالتالي يوفر طريقة للمحاور والمقابل للتفاعل أثناء التذكر. قد يستخدم القائم بإجراء المقابلة دعائم مختلفة، مثل مجموعة من البطاقات، للإشارة إلى كمية الوزن للأطعمة والمشروبات المستهلكة ؛ ومع ذلك، قد لا تصلح هذه الدعائم للتعامل مع جميع الثقافات. قد يستخدم القائم بالمقابلة أيضًا تقنيات مختلفة لتنشيط الذاكرة بما في ذلك العمل بشكل زمني، أو مطالبة الشخص الذي تتم مقابلته باستدعاء جميع أنشطته خلال اليوم السابق، أو طرح أسئلة استقصائية أخرى في محاولة للتأكد من أن الشخص الذي تتم مقابلته يتذكر قدر الإمكان.  قد يطلب المحاور من المجيب تذكر الأكل والشرب حسب الفترة الزمنية أو ربطه بأنشطة النهار.

## البيانات
- يمكن أن تشمل البيانات من رصد النظام الغذائي على مدار 24 ساعة
- إجمالي الكمية المستهلكة لكل طعام وشراب
- إجمالي الكمية المستهلكة من كل مجموعة من الأطعمة أو المشروبات المماثلة
- المقدار المأخوذ من العناصر الغذائية من الأطعمة والمشروبات
- أنماط الوجبات والوجبات الخفيفة، واستهلاك الطعام سواء في المنزل أو بعيدًا عن المنزل، ومعلومات سياقية أخرى
- متوسط العينات المتناولة عادة
- توزيع المدخول العذائي المعتاد للأفراد
- العلاقات بين النظام الغذائي والصحة، أو المتغيرات الأخرى
- فعالية التجارب السريرية لتغيير النظام الغذائي

## الاستخدامات
تقرير الغذاء في ال24 ساعة الماضية يتم استعماله من قبل الكفاءات الطبية، أخصائيين التغذية والباحثين الاجتماعيين. من الأفضل تحليل المعلومات الغذائية لهذه التقارير باستخدام برامج التقييم التغذوي المعتمدة على الحاسوب .
حددت دراسة أجريت عام 2013 أن طريقة multiple-pass هي طريقة كافية لتقييم المدخول الغذائي للأطفال الصغار من الأمهات العراقيات أو الصوماليات المولودات في النرويج.
قدرت العلاقة بين تذكر النظام الغذائي على مدار 24 ساعة الماضية واستبيانات تكرر الغذاء  ب 60, - 70, . بالإضافة إلى ذلك، يمكن قياس مقدار ما تم اخذه من الغذاء من خلال تقرير الغذاء بال24ساعة الماضية بتحيز أقل من
استبيانات تكرار الغذاء.

## المحددات
نظرًا لأن نتائج استدعاء النظام الغذائي على مدار 24 ساعة ليست نموذجية، فهي ليست طريقة جيدة قائمة بذاتها ويجب استخدامها مع طرق أخرى، مثل استبيانات تكرار الغذاء. لا يمكن لاسترجاع النظام الغذائي على مدار 24 ساعة أن يفسر الاختلاف اليومي، لذلك يجب أن تدار عدة مرات لتكون مفيدة. وقد تم انتقاد الطريقة أيضًا بسبب اختلاف المسؤول والمشارك الذي يمكن أن تسببه. نظرًا لأن الاستدعاء يعتمد على الذاكرة، فقد يكون هناك أيضًا انحياز لدى المستجيبين حول أو أقل من الإبلاغ عن الأطعمة الجيدة / السيئة، أو تقدير أحجام الأجزاء بشكل سيئ. يتأثر النظام الغذائي على مدار 24 ساعة بالتفاعلية. يعد النظام الغذائي على مدار 24 ساعة طريقة غير مجدية لقياس تناول الطعام أو الشراب مع تقلبات يومية عالية.استدعاء النظام الغذائي على مدار 24 ساعة غير مناسب للدراسات على نطاق واسع بسبب الوقت والجهل والقيود الاقتصادية. يتم استخدام عمليات استرجاع النظام الغذائي على مدار الساعة بمعدل أقل للنساء الحوامل.